# 조선중앙력사박물관

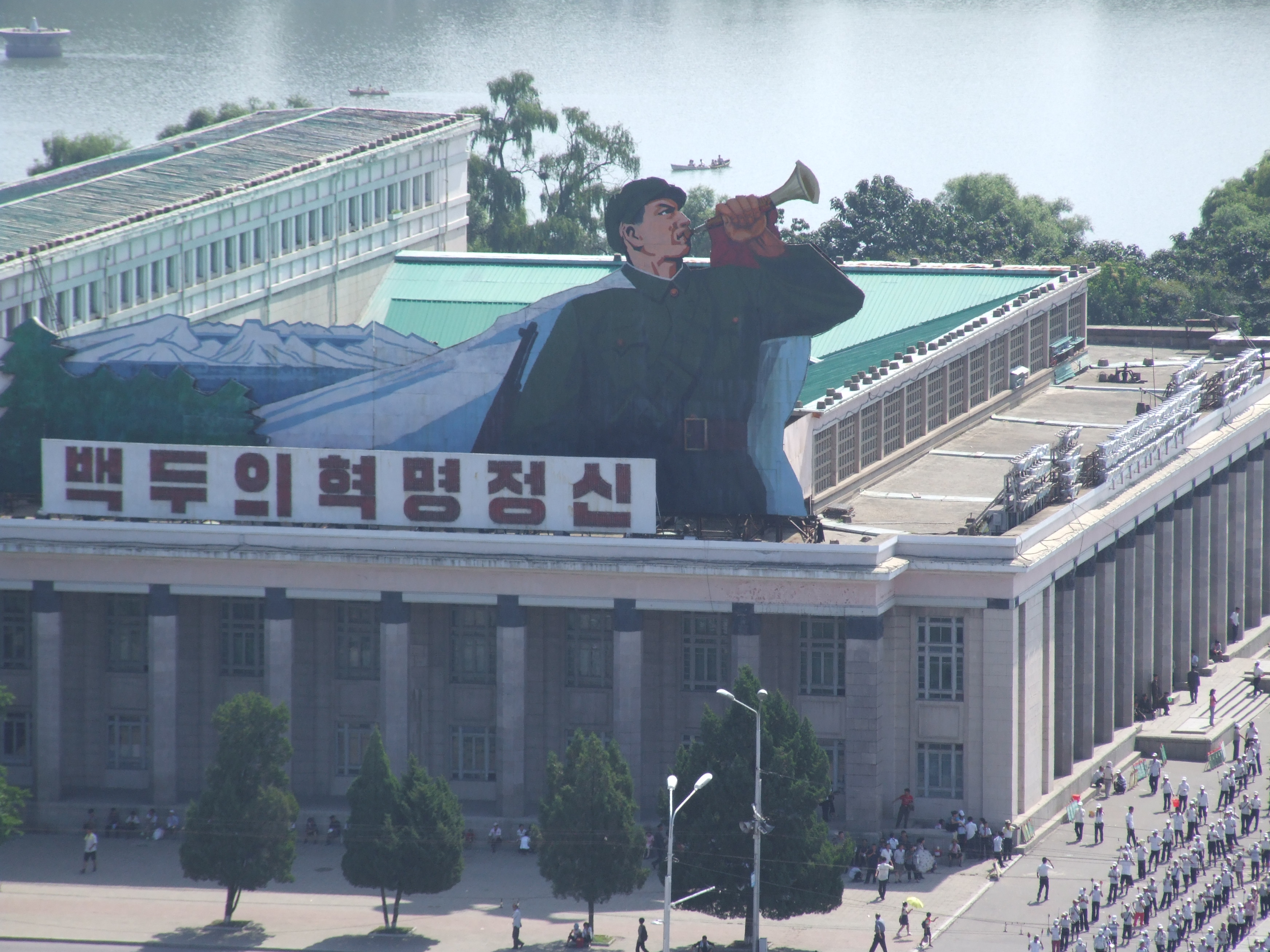
조선중앙력사박물관

조선중앙력사박물관(朝鮮中央歷史博物館, 표준어: 조선중앙역사박물관)은 조선민주주의인민공화국 평양직할시에 있는 역사 박물관이다. 김일성광장에 인접한 장소에 있다. 1945년 12월 1일에 완성되었다.

## 개요
공룡의 디오라마부터 시작하여 고대, 원시 시대의 토기나 청동기, 철기, 장신구, 조선 시대의 조선 회화와 도자기 등 약 10만점의 문화 유산을 소장, 전시하고 있으며, 한반도 북부 역사를 통람할 수 있도록 되어 있다.
평양에 수도가 있던 고구려와 고려 사항은 특히 넓은 공간을 할애해 전시하고, 도금의 갑옷을 입은 고구려 기병의 실물 크기의 모형이 전시되어 있다.
전력 부족 때문인지 관람자가 없는 경우에는 전시실의 전기를 소등하고 있다. 또한 관내에서의 사진 촬영은 금지되어 있다.